# Anaplecta transversa
Anaplecta transversa är en kackerlacksart som beskrevs av Hanitsch 1925. Anaplecta transversa ingår i släktet Anaplecta och familjen småkackerlackor. Inga underarter finns listade i Catalogue of Life.